# Geotrogus magagnoscii
Geotrogus magagnoscii är en skalbaggsart som beskrevs av Guérin-Méneville 1842. Geotrogus magagnoscii ingår i släktet Geotrogus och familjen Melolonthidae. Inga underarter finns listade i Catalogue of Life.